# Abbottabad (distrikt)

Karta över Nordvästra Gränsprovinsen med distriktet Abbottabad markerat

Abbottabad (urdu: ضلع ایبٹ آباد) är ett distrikt i den pakistanska provinsen Nordvästra Gränsprovinsen. Administrativ huvudort är Abbottabad.

## Administrativ indelning
Distriktet är indelat i två Tehsil:
- Abbottabad
- Havelian